# Ruta 10 (Costa Rica)
La Ruta 10, oficialmente Ruta Nacional Primaria 10, es una ruta nacional de Costa Rica ubicada en las provincias de Cartago y Limón.

## Descripción
Nace desde la Autopista Florencio del Castillo de la Ruta 2 en Cartago donde se encuentra la intersección de La Lima, donde se conoce como Radial de Cartago hasta el Cementerio General de Cartago. Pasa por varias localidades de esa provincia y llega hasta la sección Carretera José Joaquín Trejos Fernández de la Ruta 32 en Siquirres en la provincia de Limón.
En la provincia de Cartago, la ruta atraviesa el cantón de Cartago (los distritos de Oriental, Occidental, San Nicolás, Guadalupe, Dulce Nombre), el cantón de Paraíso (los distritos de Paraíso, Santiago, Llanos de Santa Lucía, Birrisito), el cantón de Jiménez (los distritos de Juan Viñas y La Victoria), el cantón de Turrialba (los distritos de  Turrialba, Pavones, Tres Equis), el cantón de Alvarado (los distritos de Cervantes, Capellades), el cantón de Oreamuno (el distrito de San Rafael).
En la provincia de Limón, la ruta atraviesa el cantón de Siquirres (el distrito de Siquirres).
Es una ruta alterna al Caribe de la Carretera Braulio Carrillo cuando esta se encuentra cerrada.